# Ngabwe (Distrikt)
Ngabwe ist einer von elf Distrikten in der Zentralprovinz in Sambia. Er hat eine Fläche von 7209 km² und es leben 42.100 Menschen in ihm (2022). Er wurde 2012 vom Distrikt Kapiri Mposhi abgespaltet.

## Geografie
Der Distrikt befindet sich etwa 100 Kilometer nördlich von Lusaka. Er liegt im Nordwesten auf teils über 1200 m und fällt nach Süden auf etwa 1100 m ab. Einen Teil der Nordgrenze bilden der Kafue und der Luswishi. Die Ostgrenze wird zum großen Teil vom Fluss Lukanga und den Lukangasümpfen gebildet.
Der Distrikt grenzt im Osten an den Distrikt Kapiri Mposhi, im Süden an Chibombo und  Mumbwa, im Westen an Kasempa in der Nordwestprovinz, und im Norden an Mpongwe in der Provinz Copperbelt.

## Geschichte
Ngabwe war zunächst Teil des Kabwe Rural District Councils, bevor Chibombo 1976 zum eigenen Distrikt erklärt wurde. Dieser Distrikt war derer Zeit deutlich größer. Er beinhaltete die heutigen Distrikte Chibombo, Kapiri Mposhi, Ngabwe, Mumbwa und Chisamba. Kapiri Mposhi wurde, damals noch zusammen mit Ngabwe, 1993 zum eigen Distrikt erklärt.